# Євгенія-Катерина Конецпольська
Євгенія-Катерина Конецпольська (*бл. 1653–1682/1683) — українська аристократка Речі Посполитої. Відома також як Євгенія-Катерина Вишневецька, тому не слід плутати з її бабцею Євгенією-Катериною Вишневецькою (уродженою Тишкевич).

## Життєпис
Походила з українського князівського роду Вишневецьких, на той час спольщеного. Донька Дмитра Юрія Вишневецького, гетьмана польського коронного, й Маріани Замойської. Народилася напевне у Вишневці близько 1653 року. У 1667 році вийшла заміж за сина сандомирського воєводи Александра Конєцпольського. В якості посагу принесла чоловікові 150 000 злотих готівкою, 50 000 клейнотами.
У 1669 році через бездітність повісила свою дорогоцінну корону на образ Матері Божої Ченстоховської, благаючи дарувати дітей, але марно. В подальшому опікувалося підтримкою католицьких церков і монастирів в межах володінь Конецпольських та Вишневецьких. Остання відома згадка про неї відноситься до 1681 року у зв'язку зі смертю її сестри Софії Лещинської. За різними відомостями померла до 1682 року, тому не згадана у заповіті чоловіка, або у 1683 році.